# 協進
株式会社協進（きょうしん）は、かつて存在した医薬品・医療機器・医療用検査試薬・介護用品・健康食品・一般用医薬品等の卸売販売を行う企業。 本社を大阪府大阪市中央区に置いていた。現在はケーエスケーの一部。

## 沿史
- 1948年（昭和23年）4月 - 株式会社重松薬房の大阪市内の3店舗を統合し、資本金200万円で株式会社重松本店設立。
- 1968年（昭和43年）6月 - 千成宏精薬品商会を合併。
- 1988年（昭和63年）6月 - キンキ薬品株式会社、明快薬品株式会社、京薬株式会社が合併し、株式会社協進に商号変更。
- 1990年（平成2年）2月 - 株式会社ダイゴより医薬品卸部門を譲受。
- 1994年（平成6年）2月1日 - 新宮薬品株式会社を合併。
- 1999年（平成11年）10月1日 - 錦城薬品株式会社及び株式会社シンエーと合併し、株式会社ケーエスケーとなる。

## 主な取引メーカー
- 住友製薬（大日本住友製薬を経て、現・住友ファーマ）
- 萬有製薬
- 三共（現・第一三共）
- 中外製薬
- 武田薬品工業

## 営業所
- 大阪市・豊中市・堺市・東大阪市・摂津市・西宮市・岸和田市・吹田市・枚方市・富田林市・門真市・彦根市・滋賀市・泉南市

## 備考
1998年12月、福神株式会社と業務提携した。合併を前提とした提携であったが、前述のとおり、1999年10月に三共系のシンエー及び錦城薬品と合併し、ケーエスケーとなった。その後も暫時、福神との提携が続いたが、2003年に福神とアズウェルがアルフレッサ ホールディングスを設立したため、商圏（関西圏）が重複するため業務提携を解消した。

福神は、医薬品流通業界として珍しく武田・三共の売り上げが拮抗する会社であり、武田薬品から取締役の派遣を受けていた。2003年から武田薬品との交渉を進めたが、クラヤ三星堂（現・メディセオ）、ケーエスケーとの関係からなかなか進展しなかった。福神として関西圏では、武田薬品との取引があるケーエスケーとの合併のほうが武田流通が確保できる利点があったが、アズウェルと合併したため、関西圏での武田流通は望めなくなった。2007年4月、武田出身の渡邉新が社長に就任し、アルフレッサ関西圏の拠点に、武田の流通が開始され、関西圏での武田薬品の販売拡充が図られ、現在「メディパルホールディングス」と激しく拮抗しあっている。